# Komerda
Komerda is een bestuurslaag in het regentschap West-Soemba van de provincie Oost-Nusa Tenggara, Indonesië. Komerda telt 2560 inwoners (volkstelling 2010).